# السكران
السكران، هي قرية من فئة (ب) تقع في محافظة الدوادمي، والتابعة لمنطقة الرياض في السعودية. وتبعد السكران عن محافظة الدوادمي بمسافة تقارب (115) كم، وحوالي 280 كم باتجاه الشمال الغربي عن العاصمة الرياض.

## الموقع
تقع القرية في وسط نجد وبالتحديد في منطقة تسمى إقليم السر، وإقليم السر محاط بثلاث محافظات،محافظة شقراء من الشرق، محافظة الدوادمي من الجنوب والغرب ومنطقة القصيم من الشمال.

## التسمية
سميت البلدة بالسكران نسبةً إلى سكانها من عائلة السكران من المشارفة من قبيلة بني تميم الذين انتقلوا من بلدة أشيقر عام 1242هـ إلى إقليم السر. وأسس جدهم القصر العود المسمى بالسكران.